# Epithymema
Epithymema é um gênero de traça pertencente à família Agonoxenidae.